# Eulophia albobrunnea
Eulophia albobrunnea är en orkidéart som beskrevs av Friedrich Fritz Wilhelm Ludwig Kraenzlin. Eulophia albobrunnea ingår i släktet Eulophia och familjen orkidéer.
Artens utbredningsområde är Etiopien. Inga underarter finns listade i Catalogue of Life.